# Jour de malchance
Jour de malchance est une histoire en bande dessinée de Keno Don Rosa. Elle met en scène Gontran Bonheur, ainsi que plusieurs membres de la famille de Donald Duck (par ordre d'apparition) : Donald lui-même, Riri, Fifi et Loulou, Daisy, Grand-Mère Donald, Picsou et Gus. Elle se déroule à Donaldville et ses alentours.

## Synopsis
Comme pour chacun de ses anniversaires, Gontran est introuvable alors que la famille Duck est réunie à la ferme de Grand-Mère Donald. Celui-ci tente d'échapper à ce jour de l'année, le seul au cours duquel il subit des accidents d'une malchance telle qu'on « ne voit ça que dans les films » : voiture de train qui se détache, crochet de dépanneuse sans rétroviseur qui traîne dans un virage et dont le conducteur écoute à fond du Wagner.

## Fiche technique
- Histoire n°D 97437.
- Éditeur : Egmont.
- Titre de la première publication : Jour de malchance (français)
- Titre en anglais : The Sign of the Triple Distelfink (anglais). « Le signe du triple oiseleur » d'après la traduction française de la planche 12.
- 14 planches.
- Auteur et dessinateur : Keno Don Rosa.
- Première publication : Donald Duck & Co (Norvège), Anders And Co (Danemark), Aku Ankka (Finlande) et Kalle Anka & Co (Suède), 16 janvier 1998.
- Première publication aux États-Unis: Uncle Scrooge n°310, juin 1998.
- Première publication en France : Picsou Magazine n°313, février 1997.

La traduction de la première édition française de février 1997 comporte une modification importante du texte sur la deuxième case de la planche 10 : les deux pilotes sont soulagés d'apprendre que le passager éjecté de l'avion avait bien payé son billet plutôt que de savoir s'il a survécu. Ce texte peu approprié pour le jeune lectorat majoritaire de cette histoire, est modifié dans la deuxième édition de janvier 2006 pour suivre littéralement la version anglaise : ils sont soulagés d'apprendre que c'est Gontran et que sa chance va le sauver.

## Références historiques et culturelles

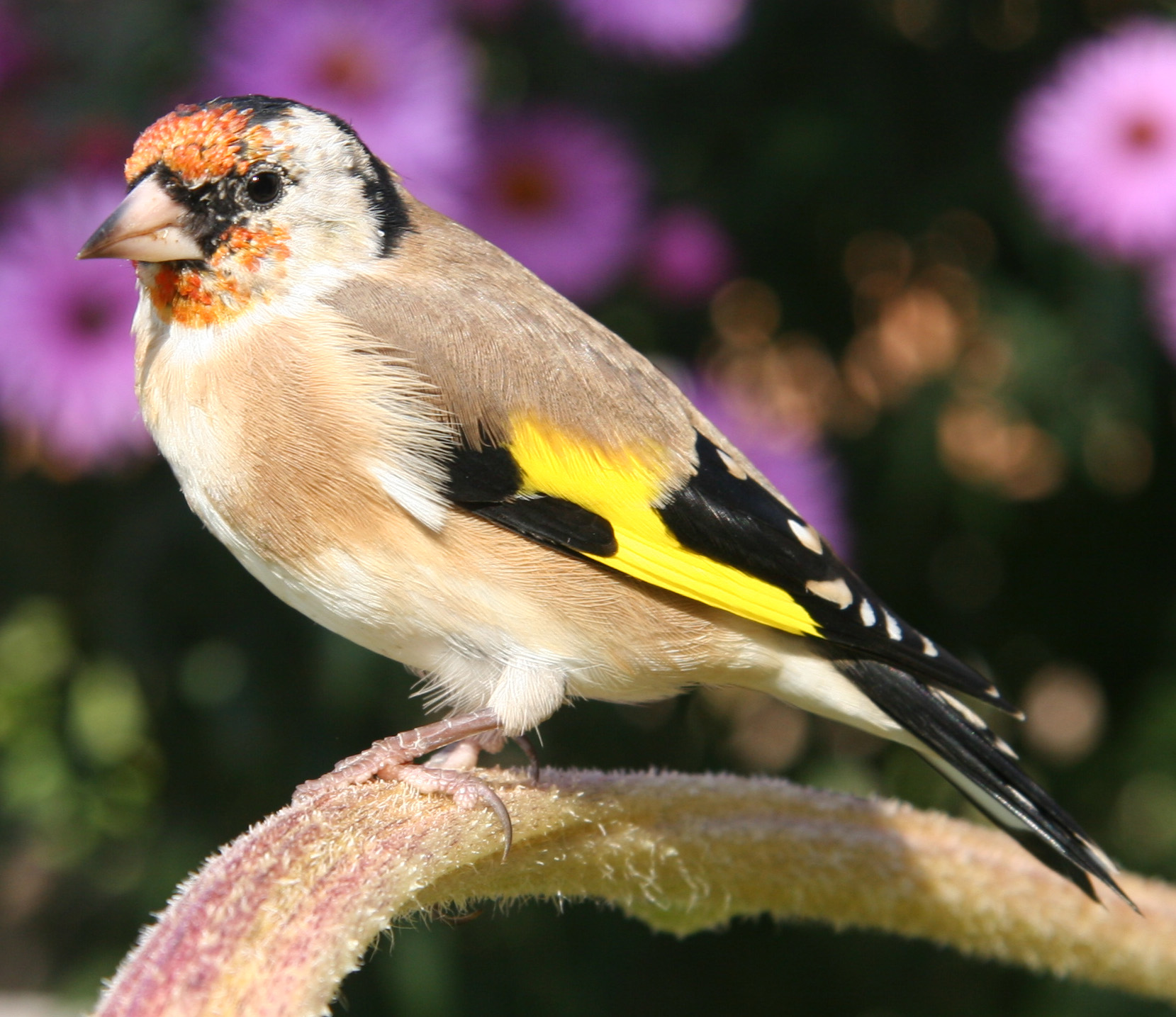
Le chardonneret élégant